# مسبح لا متناهي (فلم)
مسبح لا متناهي (بالإنجليزية: Infinity Pool) هو فيلم خيال علمي من تأليف وإخراج براندون كروننبرغ وبطولة ألكسندر سكارسجارد، و‌ميا جوث، و‌كليوباترا كولمان و‌جاليل لسبرت، عرض الفيلم لأول مرة في مهرجان صندانس السينمائي.

## روابط خارجية
- مقالات تستعمل روابط فنية بلا صلة مع ويكي بيانات